# Dictyonella erysiphoides
Dictyonella erysiphoides är en svampart som först beskrevs av Heinrich Rehm, och fick sitt nu gällande namn av Franz Xaver von Höhnel 1909. Dictyonella erysiphoides ingår i släktet Dictyonella och familjen Saccardiaceae.   Inga underarter finns listade i Catalogue of Life.